# 12 Heures de Sebring 2016
Navigation
Édition précédente Édition suivante
64e édition de l'épreuve, les 12 Heures de Sebring se déroulent le 19 mars 2016 et sont la deuxième manche du championnat United SportsCar Championship 2016.

## Circuit

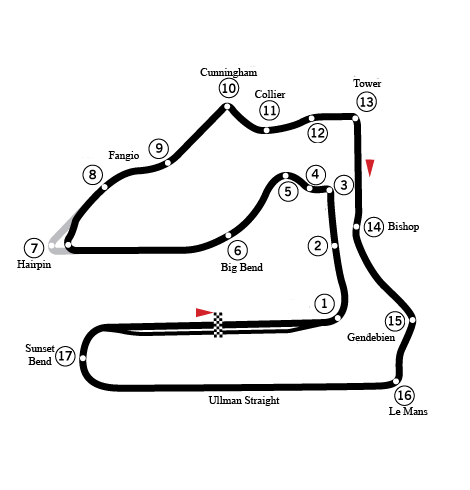
Le Sebring International Raceway, cadre des 12 Heures de Sebring 2016.

Les 12 Heures de Sebring 2016 se déroulent sur le Sebring International Raceway situé en Floride. Il est composé de deux longues lignes droites, séparées par des courbes rapides ainsi que quelques chicanes. Ce tracé a un grand passé historique car il est utilisé pour des courses automobiles depuis 1950. Ce circuit est célèbre car il a accueilli la Formule 1.

## Qualifications
La pole position a été signée par Olivier Pla au volant de la Ligier JS P2 no 60 avec un temps de 1 min 51 s 217 à 194,829 km/h de moyenne.

## Course

### Déroulement de la course
Pour la sixième fois de l'histoire de l'épreuve, la course s'est déroulée sous la pluie, obligeant les officiels à l'interrompre par drapeau rouge après trois heures de course. Cette interruption a duré plus de trois heures.
Cette course a été marquée par une arrivée à très fort suspense car les quatre premiers équipages ont coupé la ligne d'arrivée avec moins de cinq secondes d'écart. Les six premiers équipages ont par ailleurs terminé dans le même tour.

### Résultats
Voici le classement au terme de la course.
- Les vainqueurs de chaque catégorie sont signalés par un fond jauni.

| Pos | Classe               | no                    | Équipe                                   | Pilotes                                                            | Châssis                     | Pneus | Tours | Temps                |
| Pos | Classe               | no                    | Équipe                                   | Pilotes                                                            | Moteur                      | Pneus | Tours | Temps                |
| --- | -------------------- | --------------------- | ---------------------------------------- | ------------------------------------------------------------------ | --------------------------- | ----- | ----- | -------------------- |
| 1   | P                    | 2                     | Tequila Patrón ESM                       | Scott Sharp Ed Brown Johannes van Overbeek Pipo Derani             | Ligier JS P2                | C     | 238   | 12 h 00 min 59 s 881 |
| 1   | P                    | 2                     | Tequila Patrón ESM                       | Scott Sharp Ed Brown Johannes van Overbeek Pipo Derani             | Honda HR35TT 3,5 L V6 Turbo | C     | 238   | 12 h 00 min 59 s 881 |
| 2   | P                    | 31                    | Action Express Racing                    | Dane Cameron Eric Curran Scott Pruett                              | Coyote (en) Corvette DP     | C     | 238   | +2 s 926             |
| 2   | P                    | 31                    | Action Express Racing                    | Dane Cameron Eric Curran Scott Pruett                              | Chevrolet 5,5 L V8          | C     | 238   | +2 s 926             |
| 3   | P                    | 5                     | Action Express Racing                    | João Barbosa Christian Fittipaldi Filipe Albuquerque               | Coyote (en) Corvette DP     | C     | 238   | +3 s 940             |
| 3   | P                    | 5                     | Action Express Racing                    | João Barbosa Christian Fittipaldi Filipe Albuquerque               | Chevrolet 5,5 L V8          | C     | 238   | +3 s 940             |
| 4   | P                    | 81                    | DragonSpeed                              | Henrik Hedman Nicolas Lapierre Nicolas Minassian                   | Oreca 05                    | C     | 238   | +4 s 339             |
| 4   | P                    | 81                    | DragonSpeed                              | Henrik Hedman Nicolas Lapierre Nicolas Minassian                   | Nissan VK45DE 4,5 L V8      | C     | 238   | +4 s 339             |
| 5   | P                    | 90                    | VisitFlorida Racing                      | Marc Goossens Ryan Dalziel Ryan Hunter-Reay                        | Coyote (en) Corvette DP     | C     | 238   | +18 s 078            |
| 5   | P                    | 90                    | VisitFlorida Racing                      | Marc Goossens Ryan Dalziel Ryan Hunter-Reay                        | Chevrolet 5,5 L V8          | C     | 238   | +18 s 078            |
| 6   | P                    | 55                    | Mazda Motorsports                        | Jonathan Bomarito Tristan Nunez Spencer Pigot                      | Mazda Prototype             | C     | 238   | +29 s 735            |
| 6   | P                    | 55                    | Mazda Motorsports                        | Jonathan Bomarito Tristan Nunez Spencer Pigot                      | Mazda MZ2.0T 2,0 L I4 Turbo | C     | 238   | +29 s 735            |
| Abd | P                    | 60                    | Michael Shank Racing with Curb/Agajanian | John Pew Oswaldo Negri Jr. Olivier Pla                             | Ligier JS P2                | C     | 237   |                      |
| Abd | P                    | 60                    | Michael Shank Racing with Curb/Agajanian | John Pew Oswaldo Negri Jr. Olivier Pla                             | Honda HR35TT 3,5 L V6 Turbo | C     | 237   |                      |
| 8   | P                    | 70                    | Mazda Motorsports                        | Tom Long Joel Miller Ben Devlin Keiko Ihara                        | Mazda Prototype             | C     | 237   | +1 Tour              |
| 8   | P                    | 70                    | Mazda Motorsports                        | Tom Long Joel Miller Ben Devlin Keiko Ihara                        | Mazda MZ2.0T 2,0 L I4 Turbo | C     | 237   | +1 Tour              |
| 9   | PC                   | 54                    | CORE Autosport                           | Jon Bennett Colin Braun Mark Wilkins                               | Oreca FLM09                 | C     | 236   | +2 Tours             |
| 9   | PC                   | 54                    | CORE Autosport                           | Jon Bennett Colin Braun Mark Wilkins                               | Chevrolet LS3 6,2 L V8      | C     | 236   | +2 Tours             |
| 10  | PC                   | 52                    | PR1/Mathiasen Motorsports                | Tom Kimber-Smith José Gutiérrez Robert Alon                        | Oreca FLM09                 | C     | 236   | +2 Tours             |
| 10  | PC                   | 52                    | PR1/Mathiasen Motorsports                | Tom Kimber-Smith José Gutiérrez Robert Alon                        | Chevrolet LS3 6,2 L V8      | C     | 236   | +2 Tours             |
| 11  | GTLM                 | 4                     | Corvette Racing                          | Oliver Gavin Tommy Milner Marcel Fässler                           | Chevrolet Corvette C7.R     | M     | 235   | +3 Tours             |
| 11  | GTLM                 | 4                     | Corvette Racing                          | Oliver Gavin Tommy Milner Marcel Fässler                           | Chevrolet 5,5 L V8          | M     | 235   | +3 Tours             |
| 12  | GTLM                 | 25                    | BMW Team RLL                             | Bill Auberlen Dirk Werner Bruno Spengler                           | BMW M6 GTLM                 | M     | 235   | +3 Tours             |
| 12  | GTLM                 | 25                    | BMW Team RLL                             | Bill Auberlen Dirk Werner Bruno Spengler                           | BMW 4,4 L V8                | M     | 235   | +3 Tours             |
| 13  | GTLM                 | 912                   | Porsche North America                    | Earl Bamber Frédéric Makowiecki Michael Christensen                | Porsche 911 RSR             | M     | 235   | +3 Tours             |
| 13  | GTLM                 | 912                   | Porsche North America                    | Earl Bamber Frédéric Makowiecki Michael Christensen                | Porsche 4,0 L Flat-6        | M     | 235   | +3 Tours             |
| 14  | GTLM                 | 62                    | Risi Competizione                        | Giancarlo Fisichella Toni Vilander Davide Rigon                    | Ferrari 488 GTE             | M     | 235   | +3 Tours             |
| 14  | GTLM                 | 62                    | Risi Competizione                        | Giancarlo Fisichella Toni Vilander Davide Rigon                    | Ferrari F154CB 3,9 L V8     | M     | 235   | +3 Tours             |
| 15  | GTLM                 | 67                    | Ford Chip Ganassi Racing                 | Ryan Briscoe Richard Westbrook Scott Dixon                         | Ford GT                     | M     | 235   | +3 Tours             |
| 15  | GTLM                 | 67                    | Ford Chip Ganassi Racing                 | Ryan Briscoe Richard Westbrook Scott Dixon                         | Ford 3,5 L EcoBoost V6      | M     | 235   | +3 Tours             |
| 16  | GTLM                 | 100                   | BMW Team RLL                             | John Edwards Lucas Luhr Kuno Wittmer                               | BMW M6 GTLM                 | M     | 235   | +3 Tours             |
| 16  | GTLM                 | BMW 4,4 L V8          | BMW Team RLL                             | John Edwards Lucas Luhr Kuno Wittmer                               |                             | M     | 235   | +3 Tours             |
| 17  | PC                   | 8                     | Starworks Motorsport                     | Alex Popow Renger van der Zande David Heinemeier Hansson           | Oreca FLM09                 | C     | 233   | +5 Tours             |
| 17  | PC                   | 8                     | Starworks Motorsport                     | Alex Popow Renger van der Zande David Heinemeier Hansson           | Chevrolet LS3 6,2 L V8      | C     | 233   | +5 Tours             |
| 18  | GTLM                 | 68                    | Scuderia Corsa                           | Alessandro Pier Guidi Daniel Serra Andrea Bertolini                | Ferrari 488 GTE             | M     | 233   | +5 Tours             |
| 18  | GTLM                 | 68                    | Scuderia Corsa                           | Alessandro Pier Guidi Daniel Serra Andrea Bertolini                | Ferrari F154CB 3,9 L V8     | M     | 233   | +5 Tours             |
| 19  | PC                   | 85                    | JDC Miller Motorsports                   | Misha Goikhberg Chris Miller Stephen Simpson Kenton Koch           | Oreca FLM09                 | C     | 232   | +6 Tours             |
| 19  | PC                   | 85                    | JDC Miller Motorsports                   | Misha Goikhberg Chris Miller Stephen Simpson Kenton Koch           | Chevrolet LS3 6,2 L V8      | C     | 232   | +6 Tours             |
| 20  | PC                   | 38                    | Performance Tech Motorsports             | James French Kyle Marcelli Josh Norman                             | Oreca FLM09                 | C     | 231   | +7 Tours             |
| 20  | PC                   | 38                    | Performance Tech Motorsports             | James French Kyle Marcelli Josh Norman                             | Chevrolet LS3 6,2 L V8      | C     | 231   | +7 Tours             |
| Abd | P                    | 0                     | Panoz DeltaWing Racing                   | Katherine Legge Sean Rayhall Andy Meyrick                          | DeltaWing DWC13             | C     | 229   |                      |
| Abd | P                    | 0                     | Panoz DeltaWing Racing                   | Katherine Legge Sean Rayhall Andy Meyrick                          | Élan (Mazda) 1,9 L I4 Turbo | C     | 229   |                      |
| 22  | GTD                  | 63                    | Scuderia Corsa                           | Christina Nielsen Alessandro Balzan Jeff Segal                     | Ferrari 488 GT3             | C     | 229   | +9 Tours             |
| 22  | GTD                  | 63                    | Scuderia Corsa                           | Christina Nielsen Alessandro Balzan Jeff Segal                     | Ferrari F154CB 3,9 L V8     | C     | 229   | +9 Tours             |
| 23  | GTD                  | 96                    | Turner Motorsport                        | Bret Curtis Jens Klingmann Ashley Freiberg                         | BMW M6 GT3                  | C     | 229   | +9 Tours             |
| 23  | GTD                  | 96                    | Turner Motorsport                        | Bret Curtis Jens Klingmann Ashley Freiberg                         | BMW 4,4 L V8                | C     | 229   | +9 Tours             |
| 24  | GTD                  | 44                    | Magnus Racing                            | John Potter Andy Lally Marco Seefried                              | Audi R8 LMS                 | C     | 229   | +9 Tours             |
| 24  | GTD                  | 44                    | Magnus Racing                            | John Potter Andy Lally Marco Seefried                              | Audi 5,2 L V10              | C     | 229   | +9 Tours             |
| 25  | GTD                  | 23                    | Team Seattle/Alex Job Racing             | Mario Farnbacher Alex Riberas Ian James                            | Porsche 911 GT3 R           | C     | 229   | +9 Tours             |
| 25  | GTD                  | 23                    | Team Seattle/Alex Job Racing             | Mario Farnbacher Alex Riberas Ian James                            | Porsche 4,0 L Flat-6        | C     | 229   | +9 Tours             |
| 26  | GTLM                 | 66                    | Ford Chip Ganassi Racing                 | Joey Hand Dirk Müller Sébastien Bourdais                           | Ford GT                     | M     | 229   | +9 Tours             |
| 26  | GTLM                 | 66                    | Ford Chip Ganassi Racing                 | Joey Hand Dirk Müller Sébastien Bourdais                           | Ford 3,5 L EcoBoost V6      | M     | 229   | +9 Tours             |
| 27  | GTD                  | 22                    | Alex Job Racing                          | Cooper MacNeil Leh Keen Gunnar Jeannette                           | Porsche 911 GT3 R           | C     | 229   | +9 Tours             |
| 27  | GTD                  | 22                    | Alex Job Racing                          | Cooper MacNeil Leh Keen Gunnar Jeannette                           | Porsche 4,0 L Flat-6        | C     | 229   | +9 Tours             |
| 28  | GTD                  | 48                    | Paul Miller Racing                       | Bryce Miller Bryan Sellers Madison Snow                            | Lamborghini Huracán GT3     | C     | 229   | +9 Tours             |
| 28  | GTD                  | 48                    | Paul Miller Racing                       | Bryce Miller Bryan Sellers Madison Snow                            | Lamborghini 5,2 L V10       | C     | 229   | +9 Tours             |
| 29  | GTD                  | 97                    | Turner Motorsport                        | Michael Marsal Markus Palttala Jesse Krohn                         | BMW M6 GT3                  | C     | 229   | +9 Tours             |
| 29  | GTD                  | 97                    | Turner Motorsport                        | Michael Marsal Markus Palttala Jesse Krohn                         | BMW 4,4 L V8                | C     | 229   | +9 Tours             |
| 30  | GTD                  | 6                     | Stevenson Motorsports                    | Robin Liddell Andrew Davis Connor De Phillippi                     | Audi R8 LMS                 | C     | 229   | +9 Tours             |
| 30  | GTD                  | Audi 5,2 L V10        | Stevenson Motorsports                    | Robin Liddell Andrew Davis Connor De Phillippi                     |                             | C     | 229   | +9 Tours             |
| 31  | GTD                  | 51                    | Spirit of Race                           | Matteo Cressoni Raffaele Giammaria Peter Mann                      | Ferrari 488 GT3             | C     | 229   | +9 Tours             |
| 31  | GTD                  | 51                    | Spirit of Race                           | Matteo Cressoni Raffaele Giammaria Peter Mann                      | Ferrari F154CB 3,9 L V8     | C     | 229   | +9 Tours             |
| 32  | GTD                  | 98                    | Aston Martin Racing                      | Paul Dalla Lana Pedro Lamy Mathias Lauda Richie Stanaway           | Aston Martin Vantage GT3    | C     | 229   | +9 Tours             |
| 32  | GTD                  | 98                    | Aston Martin Racing                      | Paul Dalla Lana Pedro Lamy Mathias Lauda Richie Stanaway           | Aston Martin 6,0 L V12      | C     | 229   | +9 Tours             |
| 33  | PC                   | 20                    | BAR1 Motorsports                         | Johnny Mowlem Marc Drumwright Ryan Lewis Don Yount                 | Oreca FLM09                 | C     | 228   | +10 Tours            |
| 33  | PC                   | 20                    | BAR1 Motorsports                         | Johnny Mowlem Marc Drumwright Ryan Lewis Don Yount                 | Chevrolet LS3 6,2 L V8      | C     | 228   | +10 Tours            |
| 34  | GTD                  | 16                    | Change Racing                            | Spencer Pumpelly Corey Lewis Al Carter                             | Lamborghini Huracán GT3     | C     | 227   | +11 Tours            |
| 34  | GTD                  | 16                    | Change Racing                            | Spencer Pumpelly Corey Lewis Al Carter                             | Lamborghini 5,2 L V10       | C     | 227   | +11 Tours            |
| 35  | GTD                  | 33                    | Riley Motorsports                        | Ben Keating Jeroen Bleekemolen Marc Miller                         | Dodge Viper GT3-R           | C     | 227   | +11 Tours            |
| 35  | GTD                  | 33                    | Riley Motorsports                        | Ben Keating Jeroen Bleekemolen Marc Miller                         | Dodge 8,3 L V10             | C     | 227   | +11 Tours            |
| 36  | GTD                  | 540                   | Black Swan Racing                        | Tim Pappas Nick Catsburg Patrick Long Andy Pilgrim                 | Porsche 911 GT3 R           | C     | 226   | +12 Tours            |
| 36  | GTD                  | 540                   | Black Swan Racing                        | Tim Pappas Nick Catsburg Patrick Long Andy Pilgrim                 | Porsche 4,0 L Flat-6        | C     | 226   | +12 Tours            |
| 37  | GTD                  | 28                    | Konrad Motorsport                        | Franz Konrad Terry Borcheller Christopher Brück Josh Webster       | Lamborghini Huracán GT3     | C     | 226   | +12 Tours            |
| 37  | GTD                  | 28                    | Konrad Motorsport                        | Franz Konrad Terry Borcheller Christopher Brück Josh Webster       | Lamborghini 5,2 L V10       | C     | 226   | +12 Tours            |
| 38  | GTD                  | 45                    | Flying Lizard Motorsports                | Tracy Krohn Niclas Jönsson Pierre Kaffer                           | Audi R8 LMS                 | C     | 220   | +18 Tours            |
| 38  | GTD                  | 45                    | Flying Lizard Motorsports                | Tracy Krohn Niclas Jönsson Pierre Kaffer                           | Audi 5,2 L V10              | C     | 220   | +18 Tours            |
| Abd | P                    | 50                    | Highway to Help                          | Jim Pace Byron DeFoor David Hinton Dorsey Schroeder                | Riley Mk XXVI DP            | C     | 212   |                      |
| Abd | P                    | 50                    | Highway to Help                          | Jim Pace Byron DeFoor David Hinton Dorsey Schroeder                | Dinan (BMW) 5,0 L V8        | C     | 212   |                      |
| Abd | PC                   | 88                    | Starworks Motorsport                     | Sean Johnston Maro Engel Michael Lyons                             | Oreca FLM09                 | C     | 209   |                      |
| Abd | PC                   | 88                    | Starworks Motorsport                     | Sean Johnston Maro Engel Michael Lyons                             | Chevrolet LS3 6,2 L V8      | C     | 209   |                      |
| 41  | GTLM                 | 3                     | Corvette Racing                          | Antonio García Jan Magnussen Mike Rockenfeller                     | Chevrolet Corvette C7.R     | M     | 202   | +36 Tours            |
| 41  | GTLM                 | 3                     | Corvette Racing                          | Antonio García Jan Magnussen Mike Rockenfeller                     | Chevrolet 5,5 L V8          | M     | 202   | +36 Tours            |
| 42  | P                    | 24                    | Alegra Motorsports                       | Carlos de Quesada Daniel Morad Cameron Lawrence Dominik Farnbacher | Riley Mk XXVI DP            | C     | 195   | +43 Tours            |
| 42  | P                    | 24                    | Alegra Motorsports                       | Carlos de Quesada Daniel Morad Cameron Lawrence Dominik Farnbacher | Dinan (BMW) 5,0 L V8        | C     | 195   |                      |
| Abd | P                    | 10                    | Wayne Taylor Racing                      | Ricky Taylor Jordan Taylor Max Angelelli Rubens Barrichello        | Dallara Corvette DP         | C     | 169   |                      |
| Abd | P                    | 10                    | Wayne Taylor Racing                      | Ricky Taylor Jordan Taylor Max Angelelli Rubens Barrichello        | Chevrolet 5,5 L V8          | C     | 169   |                      |
| Abd | GTD                  | 9                     | Stevenson Motorsports                    | Lawson Aschenbach Matt Bell Dion von Moltke                        | Audi R8 LMS                 | C     | 165   |                      |
| Abd | GTD                  | Audi 5,2 L V10        | Stevenson Motorsports                    | Lawson Aschenbach Matt Bell Dion von Moltke                        |                             | C     | 165   |                      |
| Abd | GTD                  | 73                    | Park Place Motorsports                   | Patrick Lindsey Jörg Bergmeister Matthew McMurry Jan Heylen        | Porsche 911 GT3 R           | C     | 145   |                      |
| Abd | Porsche 4,0 L Flat-6 | 73                    | Park Place Motorsports                   | Patrick Lindsey Jörg Bergmeister Matthew McMurry Jan Heylen        |                             | C     | 145   |                      |
| Abd | GTLM                 | 911                   | Porsche North America                    | Patrick Pilet Nick Tandy Kévin Estre                               | Porsche 911 RSR             | M     | 116   |                      |
| Abd | GTLM                 | 911                   | Porsche North America                    | Patrick Pilet Nick Tandy Kévin Estre                               | Porsche 4,0 L Flat-6        | M     | 116   |                      |
| Abd | GTD                  | 11                    | Change Racing                            | Bill Sweedler Townsend Bell Richard Antinucci                      | Lamborghini Huracán GT3     | C     | 30    |                      |
| Abd | GTD                  | Lamborghini 5,2 L V10 | Change Racing                            | Bill Sweedler Townsend Bell Richard Antinucci                      |                             | C     | 30    |                      |
| Abd | GTD                  | 27                    | Dream Racing                             | Paolo Ruberti Cédric Sbirrazzuoli Fabio Babini Luca Persiani       | Lamborghini Huracán GT3     | C     | 27    |                      |
| Abd | GTD                  | 27                    | Dream Racing                             | Paolo Ruberti Cédric Sbirrazzuoli Fabio Babini Luca Persiani       | Lamborghini 5,2 L V10       | C     | 27    |                      |
| Np  | GTD                  | 21                    | Konrad Motorsport                        | Pierre Ehret Christopher Zöchling Jürgen Krebs                     | Lamborghini Huracán GT3     | C     | -     |                      |
| Np  | GTD                  | 21                    | Konrad Motorsport                        | Pierre Ehret Christopher Zöchling Jürgen Krebs                     | Lamborghini 5,2 L V10       | C     | -     |                      |